# Port lotniczy Kolwezi
Port lotniczy Kolwezi – port lotniczy zlokalizowany w Kolwezi w Demokratycznej Republice Konga

## Linie lotnicze i połączenia
| Linia Lotnicza                 | Kierunek      |
| ------------------------------ | ------------- |
| Compagnie Africaine d'Aviation | 1. Lubumbashi |